# Trente-six vues du mont Fuji
 (décembre 2008).

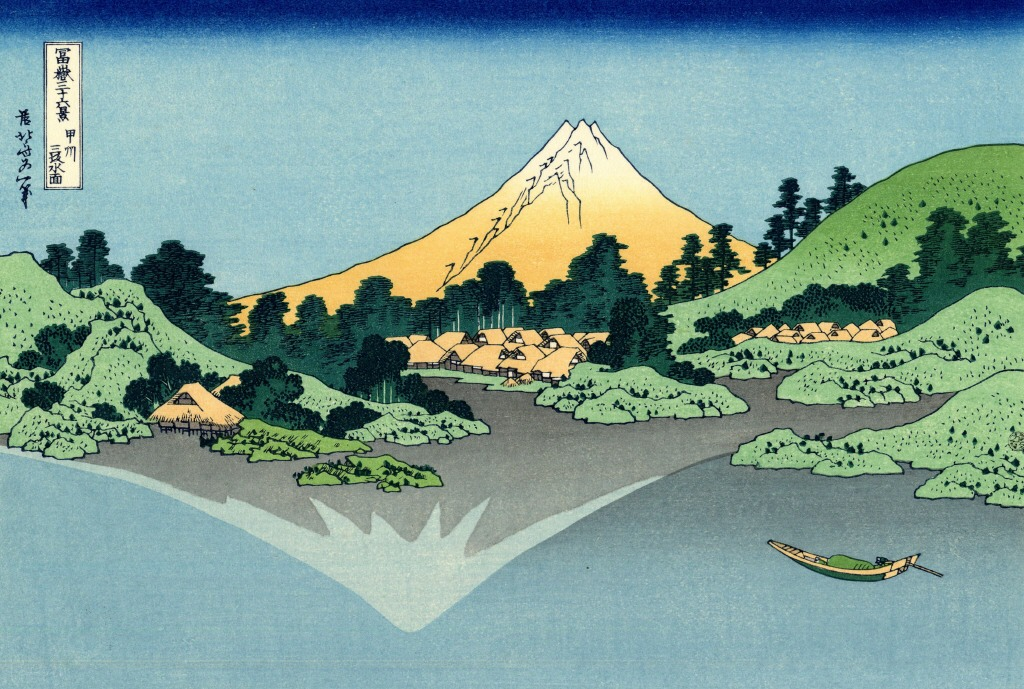
Reflet du mont Fuji dans le lac Kawaguchi, vu depuis le col Misaka dans la province de Kai.

Les Trente-six vues du mont Fuji (富嶽三十六景, Fugaku-sanjūrokkei) sont une série de quarante-six gravures sur bois (trente-six plus dix additionnelles) réalisées par Katsushika Hokusai (1760-1849) et dont les dates d'édition s'étendent entre 1831-1833. Elles représentent le mont Fuji depuis différents lieux, suivant les saisons. Cette série est aujourd'hui très célèbre car elle marque l'intégration dans les thèmes de la tradition japonaise (la plus ancienne des nombreuses représentations artistiques du mont Fuji semble dater du XIe siècle) des modes de représentation occidentaux, et en particulier de la perspective utilisée dans la peinture occidentale.

## Historique

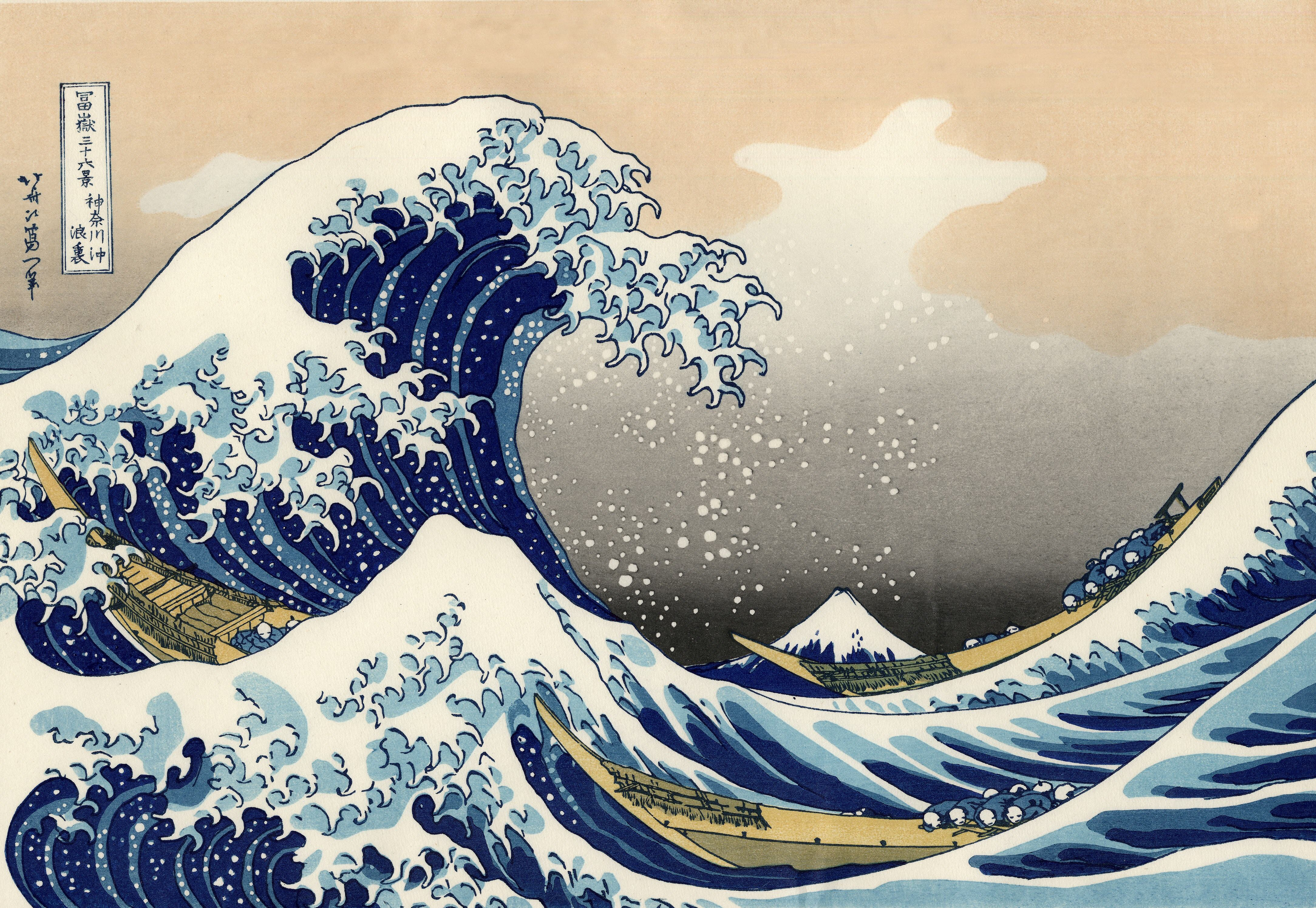
La Grande Vague de Kanagawa. 25,7 x 37,9 cm.

Le mont Fuji était déjà apparu à plusieurs reprises dans l'œuvre de Hokusai, comme dans les Voyageurs à Enoshima, ou dans un surimono de 1805 entre des cerisiers en fleur. Vers 1830, Hokusai contacte probablement l'éditeur Nishimuraya Yoachi pour lui soumettre son projet de graver une série de grandes estampes de paysage sur ce thème unique. Dix estampes paraissent d'abord, dont La Grande Vague de Kanagawa, Le Fuji par temps clair et L'Orage sous le sommet, souvent considérées comme les trois plus célèbres estampes japonaises et dont le succès fut immédiat.

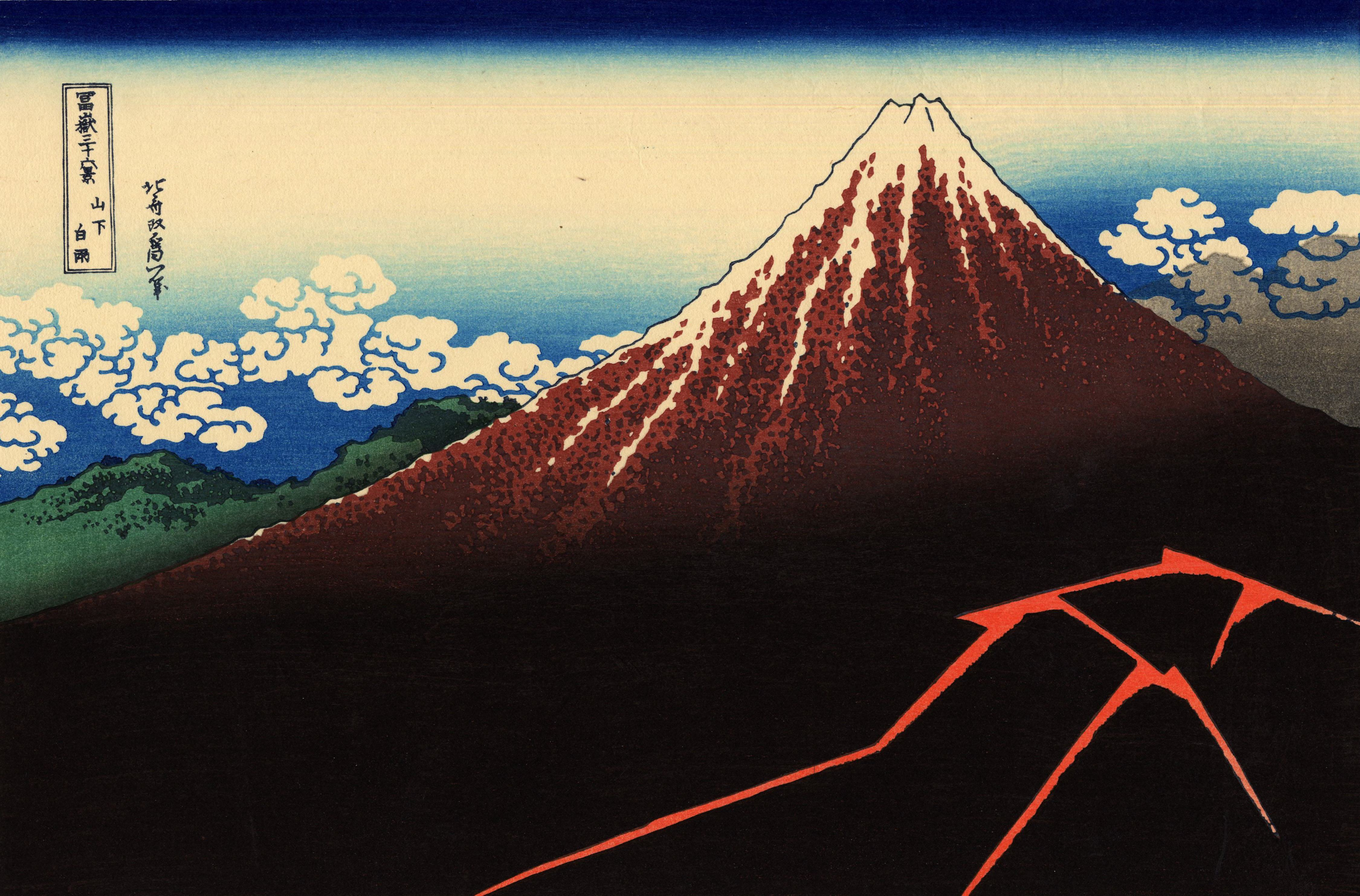
L'Orage sous le sommet.

Bien que cette série s'appelle les Trente-six vues du mont Fuji, elle comporte en fait quarante-six planches dont : Le Fuji vu de la plage de Shichirigahama dans la province de Sagami, Mesurage d'un cèdre au col de Mishima dans la province de Kai, Le Bac sur la Sumida à Onmayagashi, avec au loin le pont de Ryogoku, Gens admirant le Mont Fuji depuis une maison de thé à Yoshida,  Gens sur le balcon du temple de Gohyakurakan ou encore  Le Mont Fuji et le château d'Edo vus de Nihonbashi.
Les Trente-Six Vues du Mont Fuji est une des premières séries entièrement consacrée au paysage, mais réalisée en grand format, et en cela Hokusai a révolutionné la peinture de l'époque. Cependant même si le Mont Fuji est l'élément principal de la série, il ne constitue pas son but essentiel. Le thème principal qui ressort de ces estampes est davantage l'illustration du rapport entre l'homme et la nature : « Le thème des Trente-Six Vues du Mont Fuji est le rapport entre l'homme et la nature, et la plus grande invitation à approfondir ce rapport se trouve là, justement, où l'homme n'est pas représenté (ce qui ne l'empêche pas d'être présent — à travers l'œil du spectateur). » (Kenneth White).

## Analyse plastique
Les Trente-Six Vues du Mont Fuji ont connu un très  grand succès notamment grâce à la qualité plastique des estampes, à leur originalité ; deux aspects de cette série ont surtout fait sa renommée : l'utilisation du bleu de Prusse ainsi que l'influence de modes de représentation occidentaux.

### Le bleu de Prusse

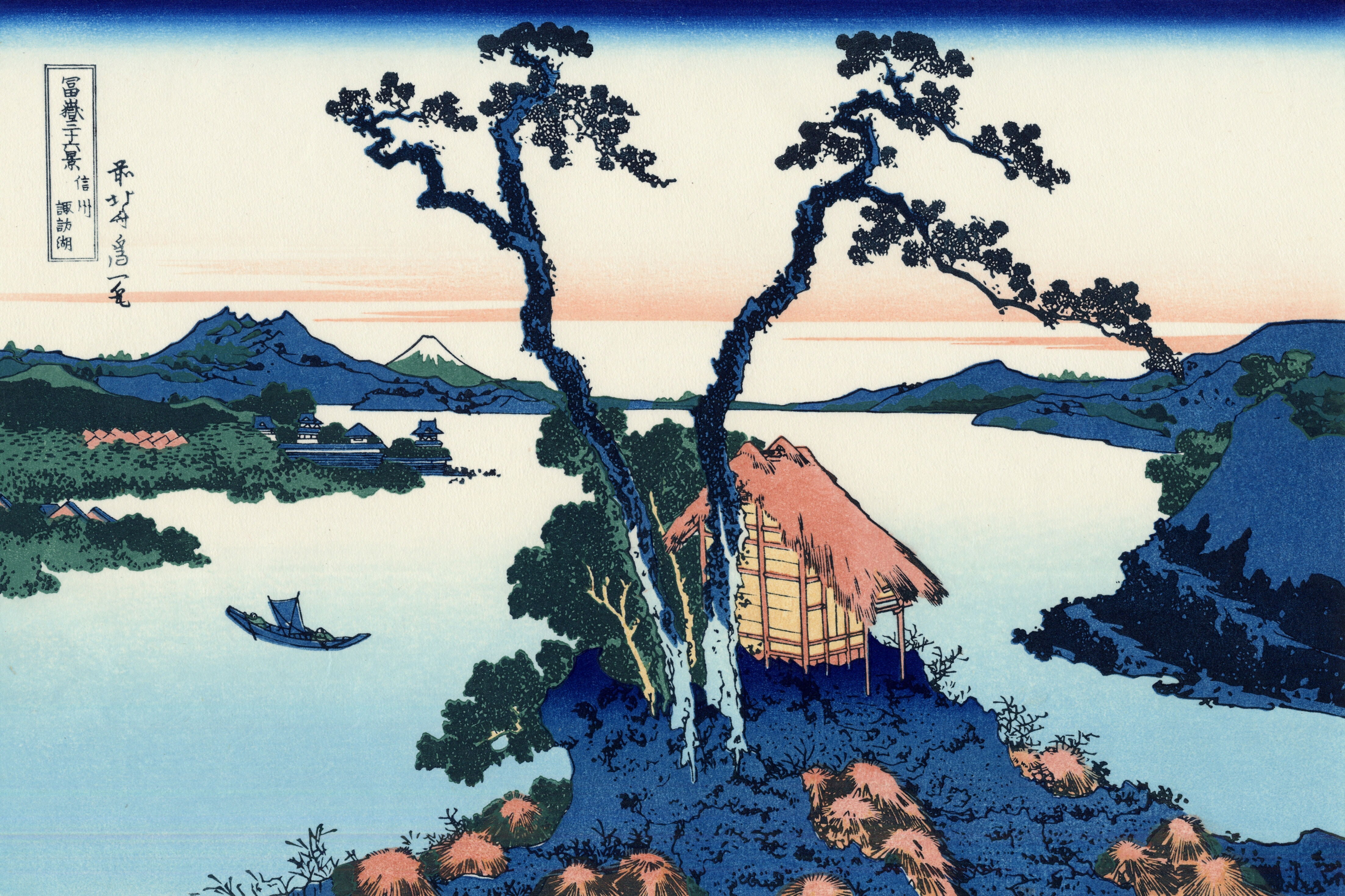
Le lac Suwa dans la province de Shinano.

Le bleu de Prusse, appelé également bleu de Berlin, était un pigment seulement importé de Hollande depuis 1820, que l'on retrouve dans les Trente-Six Vues du Mont Fuji, notamment dans  La Grande Vague, La Plage de Shichirigahama dans la province de Sagami ou encore dans Le Lac de Suwa dans la province de Shinano. Cette couleur transforma l'aspect des estampes ; elle fut utilisée pour la première fois par le peintre Ōoka Shunboku en 1829 et connut un succès immédiat.
Les artistes appréciaient l'utilisation de cette teinte d'origine synthétique qui risquait moins de perdre son éclat avec le temps ; ils l'utilisèrent d'autant plus qu'ils étaient contraints par la censure à n'utiliser qu'un nombre restreint de couleurs et qu'ils avaient réalisé les immenses ressources qu'ils pouvaient tirer de ce seul bleu.
Le bleu de Prusse était très vite devenu tellement prisé que l'éditeur d'Hokusai lança une édition, en aizuri-e (estampes bleues), des Trente-Six Vues du Mont Fuji avant d'éditer la série avec les couleurs complémentaires. Toutes les estampes de la série ne sont pas fondées sur ce pigment mais une certaine tonalité bleue se dégage de l'ensemble, « le bleu, peut-être, de l'espace et de l'éternité (avec l'avantage matériel que ce bleu de Prusse gardait effectivement longtemps son intensité, alors que d'autres bleus pâlissaient vite). » (Kenneth White).

### L'influence de modes de représentation occidentaux

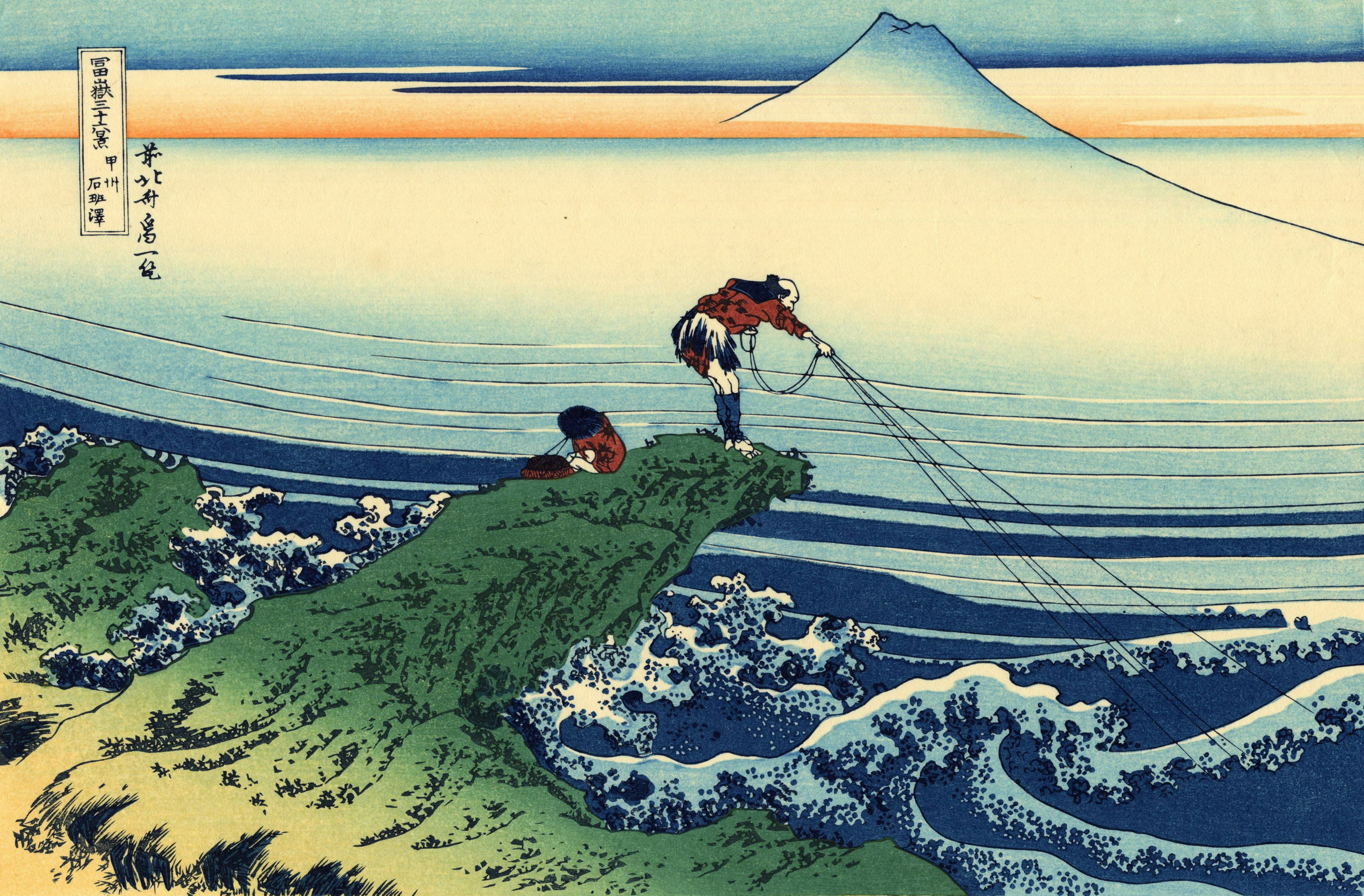
Le Pêcheur de Kajikazawa.

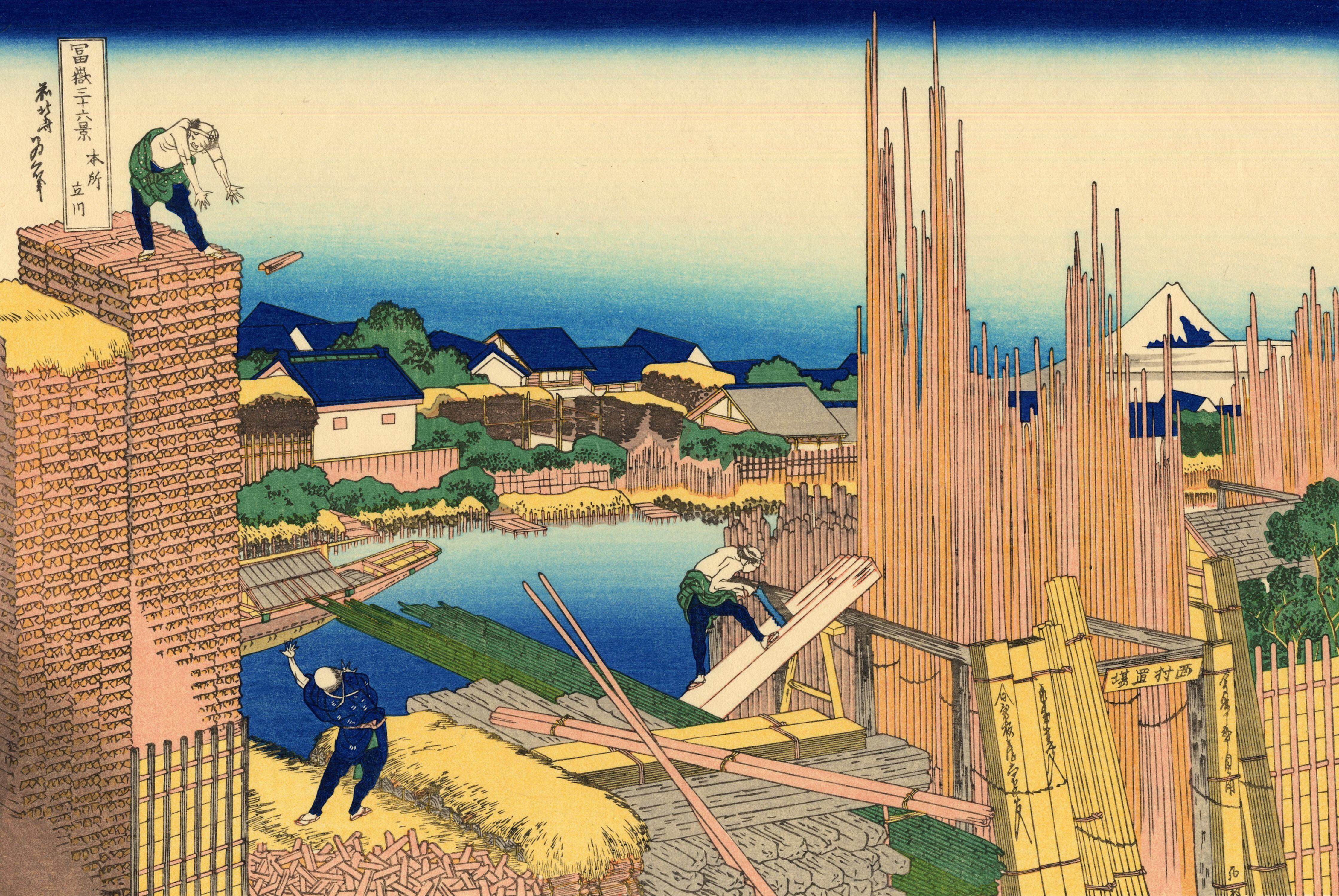
La Scierie à Honjo.

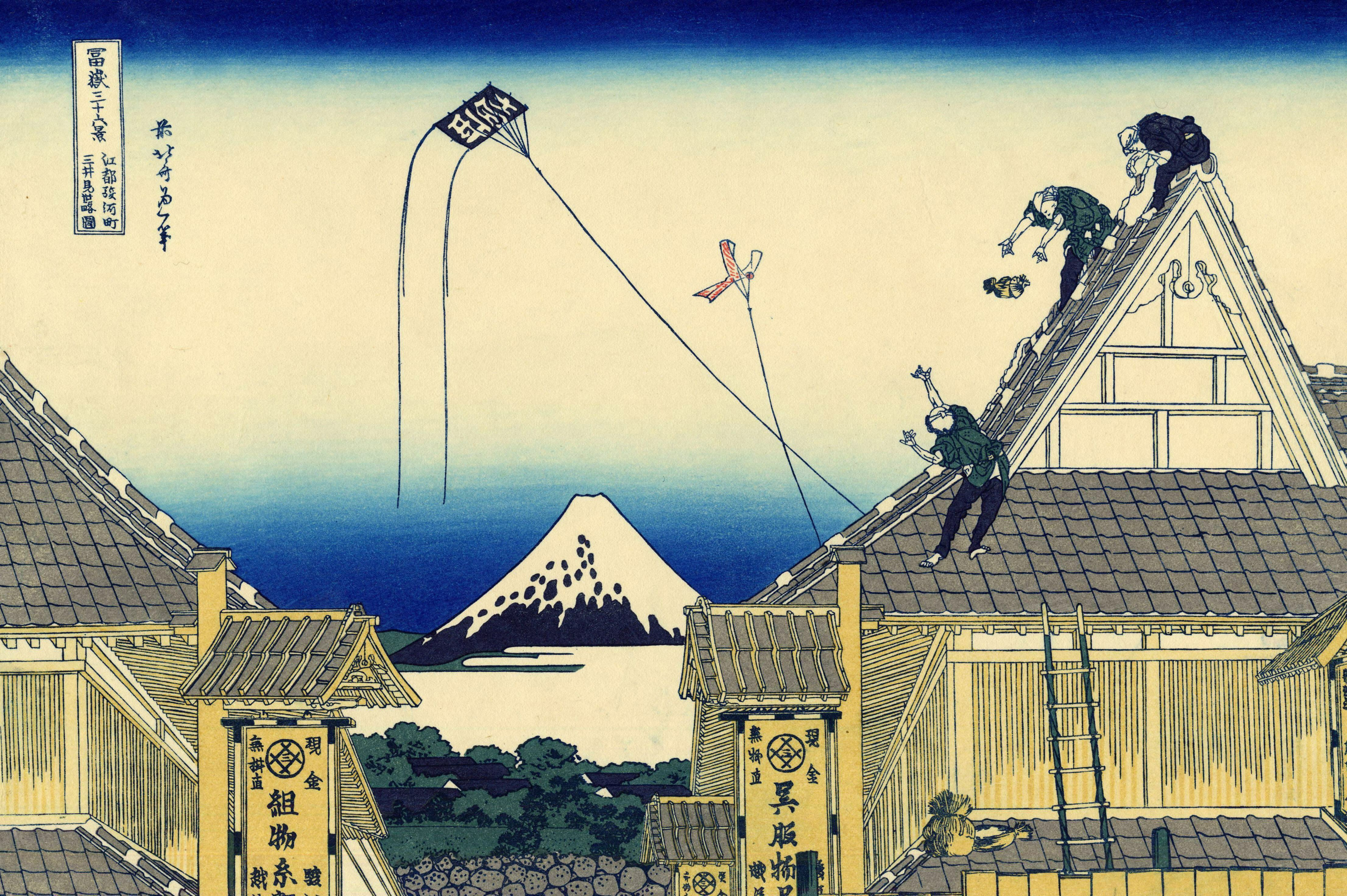
La Rue Suruga à Edo.

Les Trente-Six Vues du Mont Fuji ne sont pas célèbres pour la grande diversité des thèmes représentés mais plutôt parce que certaines de ces estampes expriment une vision du paysage purement japonaise alors que d'autres, de manière équilibrée et naturelle, utilisent les principes de la perspective occidentale. Ainsi, dans son ouvrage L'Estampe japonaise (cf. bibliographie), Nelly Delay souligne cet aspect que l'on retrouve dans les estampes de la série : « Il émane d'elles tant de naturel et de spontanéité que l'on imagine mal qu'elles puissent être l'aboutissement d'un projet déterminé. Or, dès que cette idée vient à l'esprit, l'entrecroisement savant des lignes apparaît clairement. L'accent d'un point focal, d'où rayonne un éventail de directions pour le regard, la force des diagonales, qui divisent la composition en plans, prouvent que ces estampes, au-delà de leur climat poétique, s'adresse à notre sensibilité, tout autant qu'à notre esprit. Cheminer à l'intérieur de ces paysages est dès lors d'un intérêt accru. »
La forme, la composition ont toujours été très importantes pour Hokusai. Dans la série des Trente-Six Vues du Mont Fuji, les formes géométriques comme le carré ou le rectangle, le cercle et le triangle jouent un rôle essentiel dans la construction des scènes représentées. Hokusai utilise par exemple dans l'image du pêcheur de Kajikazawa une construction triangulaire : le triangle du Mont Fuji se retrouve dans le triangle formé par le rocher, le pêcheur et ses lignes. Quand il représente la scierie de Honjo, il construit son estampe avec des formes géométriques simples comme des carrés et des lignes droites. Hokusai incorpore ces formes géométriques simples dans un climat poétique. L'influence de modes de représentation occidentaux se retrouve plus particulièrement dans La Rue Suruga, à Edo dans laquelle Katsushika Hokusai adopte une perspective presque purement occidentale en plaçant le sommet du Mont Fuji entre les deux bâtiments du magasin Mitsui dont les ouvriers couvrent le toit.

## Postérité
Les Trente-six vues du mont Fuji ont révolutionné la peinture japonaise notamment en plaçant le paysage au rang de sujet à part entière, mais cette série a également été une source d'inspiration très importante pour les peintres occidentaux japonisants du XIXe siècle. L'influence de l'art oriental et plus particulièrement de l'œuvre de Hokusai se sent chez de nombreux peintres, comme Vincent van Gogh, Édouard Manet, Degas ou Claude Monet. Henri Rivière s'en est inspiré pour réaliser ses Trente-Six Vues de la tour Eiffel.
Le Pont sur un étang de nymphéas de Monet (huile sur toile de 1899) semble s'inspirer de l'architecture orientale des ponts telle qu'on la retrouve dans plusieurs des estampes de la série de Hokusai. La Grande Vague au large de Kanagawa, quand elle a été découverte par l'Europe dans la seconde moitié du XIXe siècle, a influencé de nombreux peintres et certains poètes : pour Debussy, cette estampe constitue sa plus grande source d'inspiration pour composer La Mer.

## Galerie
| №  | Estampe | Nom français                                                                               | Japonais                 | Transcription                          |
| -- | ------- | ------------------------------------------------------------------------------------------ | ------------------------ | -------------------------------------- |
| 1  |         | La Grande Vague de Kanagawa                                                                | 神奈川沖浪裏             | Kanagawa-oki nami-ura                  |
| 2  |         | Le Fuji par temps clair (aussi appelé Le Fuji rouge)                                       | 凱風快晴                 | Gaifū kaisei                           |
| 3  |         | L'orage sous le sommet                                                                     | 山下白雨                 | Sanka hakū                             |
| 4  |         | Le Fuji vu à travers le pont de Mannen à Fukagawa                                          | 深川万年橋下             | Fukagawa Mannen-bashi shita            |
| 5  |         | Surugadai à Edo                                                                            | 東都駿台                 | Tōto sundai                            |
| 6  |         | Le pin-coussin à Aoyama                                                                    | 青山円座松               | Aoyama enza-no-matsu                   |
| 7  |         | Senju dans la province de Musashi                                                          | 武州千住                 | Bushū Senju                            |
| 8  |         | La Tama dans la province de Musashi                                                        | 武州玉川                 | Bushū Tamagawa                         |
| 9  |         | La passe d'Inume dans la province de Kai                                                   | 甲州犬目峠               | Kōshū inume-tōge                       |
| 10 |         | Le Fuji vu de la province d'Owari                                                          | 尾州不二見原             | Bishū Fujimigahara                     |
| 11 |         | Le temple d'Asakusa Honganji à Edo                                                         | 東都浅草本願寺           | Tōto Asakusa honganji                  |
| 12 |         | L'île Tsukada dans la province de Musashi                                                  | 武陽佃島                 | Buyō Tsukuda-jima                      |
| 13 |         | La plage de Shichiri dans la province de Sagami                                            | 相州七里浜               | Soshū Shichiri-ga-hama                 |
| 14 |         | Umezawa dans la province de Sagami                                                         | 相州梅沢庄               | Soshū umezawanoshō                     |
| 15 |         | Le pêcheur de Kajikazawa                                                                   | 甲州石班沢               | Kōshū Kajikazawa                       |
| 16 |         | La passe de Mishima dans la province de Kai                                                | 甲州三嶌越               | Kōshū Mishima-goe                      |
| 17 |         | Le lac Suwa dans la province de Shinano                                                    | 信州諏訪湖               | Shinshū Suwa-ko                        |
| 18 |         | Ejiri dans la province de Suruga                                                           | 駿州江尻                 | Sunshū Ejiri                           |
| 19 |         | Le Fuji depuis les montagnes de la province de Totomi                                      | 遠江山中                 | Tōtōmi sanchū                          |
| 20 |         | Ushibori dans la province de Hitachi                                                       | 常州牛掘                 | Jōshū Ushibori                         |
| 21 |         | Un croquis des magasins Mitsui dans la rue Suruga à Edo                                    | 江都駿河町三井見世略図   | Kōto Suruga-cho Mitsui Miseryakuzu     |
| 22 |         | Coucher de soleil à travers le pont de Ryōgoku depuis la rive de la Sumida à Onmayagashi   | 御厩川岸より両国橋夕陽見 | Ommayagashi yori ryōgoku-bashi yūhi mi |
| 23 |         | Terrasse Sazai, le temple de 500 rakan                                                     | 五百らかん寺さざゐどう   | Gohyaku-rakanji Sazaidō                |
| 24 |         | Maison de thé à Koishikawa, le matin après une chute de neige                              | 礫川雪の旦               | Koishikawa yuki no ashita              |
| 25 |         | Shimomeguro                                                                                | 下目黒                   | Shimo-Meguro                           |
| 26 |         | Moulin à Onden                                                                             | 隠田の水車               | Onden no suisha                        |
| 27 |         | Enoshima dans la province de Sagami                                                        | 相州江の島               | Soshū Enoshima                         |
| 28 |         | Côte de la baie de Tago, Ejiri dans la région de Tōkaidō                                   | 東海道江尻田子の浦略図   | Tōkaidō Ejiri tago-no-ura              |
| 29 |         | Yoshida dans la région de Tōkaidō                                                          | 東海道吉田               | Tōkaidō Yoshida                        |
| 30 |         | La route maritime de la province de Kazusa                                                 | 上総の海路               | Kazusa no kairo                        |
| 31 |         | Le pont de Nihonbashi à Edo                                                                | 江戸日本橋               | Edo Nihon-bashi                        |
| 32 |         | Le village de Sekiya sur la Sumida                                                         | 隅田川関屋の里           | Sumidagawa Sekiya no sato              |
| 33 |         | La baie de Noboto                                                                          | 登戸浦                   | Noboto-ura                             |
| 34 |         | Le lac d'Hakone dans la province de Sagami                                                 | 相州箱根湖水             | Sōshū Hakone kosui                     |
| 35 |         | Reflet du mont Fuji dans le lac Kawaguchi, vu depuis le col Misaka dans la province de Kai | 甲州三坂水面             | Kōshū Misaka suimen                    |
| 36 |         | Hodogaya sur le Tōkaidō                                                                    | 東海道保ケ谷             | Tōkaidō Hodogaya                       |
| 37 |         | La scierie à Honjo                                                                         | 本所立川                 | Honjo Tatekawa                         |
| 38 |         | Nakahara dans la province de Sagami                                                        | 従千住花街眺望の不二     | Senju Hana-machi Yori Chōbō no Fuji    |
| 39 |         | Shinagawa sur le Tōkaidō                                                                   | 東海道品川御殿山の不二   | Tōkaidō Shinagawa Goten'yama no Fuji   |
| 40 |         | Soshu Nakahara                                                                             | 相州仲原                 | Sōshū Nakahara                         |
| 41 |         | L'aurore à Isawa dans la province de Kai                                                   | 甲州伊沢暁               | Kōshū Isawa no Akatsuki                |
| 42 |         | L'arrière du Fuji depuis la Minobu                                                         | 身延川裏不二             | Minobu-gawa ura Fuji                   |
| 43 |         | Ono Shinden dans la province de Suruga                                                     | 駿州大野新田             | Sunshū Ōno-shinden                     |
| 44 |         | La plantation de thé de Katakura dans la province de Suruga                                | 駿州片倉茶園の不二       | Sunshū Katakura chaen no Fuji          |
| 45 |         | Le Fuji depuis Kanaya dans la région de Tōkaidō                                            | 東海道金谷の不二         | Tōkaidō Kanaya no Fuji                 |
| 46 |         | L'ascension du Fuji                                                                        | 諸人登山                 | Shojin tozan                           |